# Sílvio Fróis de Abreu
Sílvio Fróis de Abreu (1902-1972) foi um químico e geógrafo brasileiro especializado nas descrições das regiões naturais brasileiras, com ênfase nas principais jazidas minerais. Foi um dos pioneiros na questão da conservação dos recursos naturais, publicando e realizando conferências, durante a década de 1940, sobre a utilização eficiente e não predatória dos minérios estratégicos do Brasil.
Foi diretor do Instituto Nacional de Metrologia (Inmetro) antes de ser transferido para o Gabinete da Presidência da República, para ser um dos fundadores do Conselho Nacional de Geografia do Instituto Brasileiro de Geografia e Estatística (IBGE), no final da década de 1930, e um dos mais importantes colaboradores da Revista Brasileira de Geografia.
Voltou ao Inmetro nos anos 1950, onde foi diretor entre 1952 e 1953, e lá trabalhou até sua aposentadoria.